# Байёль-Сюд-Уэст

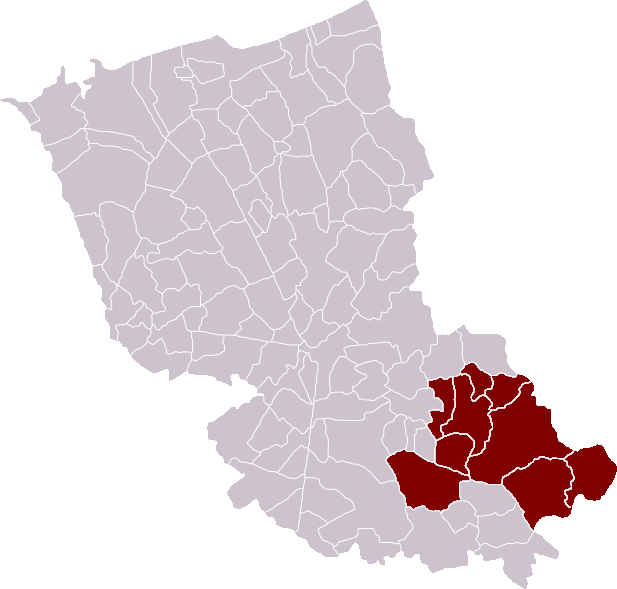
Кантоны Байёль-Нор-Эст и Байёль-Сюд-Уэст в составе округа

Байё́ль-Сюд-Уэ́ст (фр. Bailleul-Sud-Ouest) — упразднённый кантон во Франции, регион Нор — Па-де-Кале, департамент Нор. Входил в состав округа Дюнкерк.
В состав кантона входили коммуны (население по данным Национального института статистики за 2011 г.):
- Байёль (9 580 чел.) (частично)
- Бертан (512 чел.)
- Вьё-Беркен (2 502 чел.)
- Мерри (1 057 чел.)
- Метеран (2 140 чел.)
- Флетр (949 чел.)

17 февраля 2014 года декретом правительства Франции в рамках административной реформы кантон Байёль-Сюд-Уэст был упразднён, а входившие в него коммуны были включены в состав новообразованного кантона Байёль.

## Экономика
Структура занятости населения (без учёта города Байёль):
- сельское хозяйство — 15,2 %
- промышленность — 18,5 %
- строительство — 13,1 %
- торговля, транспорт и сфера услуг — 24,6 %
- государственные и муниципальные службы — 28,6 %

Уровень безработицы (2010) — 6,3 % (Франция в целом — 12,1 %, департамент Нор — 15,5 %). 

Среднегодовой доход на 1 человека, евро (2010) — 25 177 (Франция в целом — 23 780, департамент Нор — 21 164).

## Политика
На президентских выборах 2012 г. жители кантона отдали в 1-м туре Николя Саркози 29,2 % голосов против 26,0 % у Франсуа Олланда и 21,3 % у Марин Ле Пен, во 2-м туре в кантоне победил Саркози, получивший 53,9 % голосов (2007 г. 1 тур: Саркози — 30,8 %, Сеголен Руаяль — 22,4 %; 2 тур: Саркози — 55,2 %). На выборах в Национальное собрание в 2012 г. по 15-му избирательному округу департамента Нор они поддержали кандидата социалистов Жана-Пьера Аллосери, набравшего 38,4 % голосов в 1-м туре и 52,1 % — во 2-м туре. (2007 г. Франсуаза Осталье (Радикальная партия): 1-й тур — 33,7 %, 2-й тур — 53,8 %). На региональных выборах 2010 года в 1-м туре список социалистов победил, собрав 28,8 % голосов против 26,0 % у занявшего 2-е место списка «правых» во главе с СНД. Во 2-м туре единый «левый список» с участием социалистов, коммунистов и «зелёных» во главе с Президентом регионального совета Нор-Па-де-Кале Даниэлем Першероном получил 45,7 % голосов, «правый» список во главе с сенатором Валери Летар занял второе место с 34,8 %, а Национальный фронт Марин Ле Пен с 19,5 % финишировал третьим.
|  | Кандидат       | Партия                                                    | % голосов |
|  | -------------- | --------------------------------------------------------- | --------- |
|  | Мишель Жилоан  | Социалистическая партия                                   | 60,71     |
|  | Доминик Аллинк | Союз за французскую демократию - Демократическое движение | 39,29     |